# سيفون فلتر:ظل لوغان
سيفون فلتر:ظل لوغان (بالإنجليزية: Syphon Filter: Logan's Shadow) هي لعبة فيديو من نوع تصويب منظور الشخص الثالث وتسلل، تاريخ صدورها هو 2 أكتوبر 2007 . وهي متوفرة على أجهزة بلاي ستيشن 2 وبلاي ستيشن بورتبل . اللعبة من تطوير إس سي إي بند ستوديو وهي من نشر سوني كمبيوتر إنترتينمنت .

## روابط خارجية
- سيفون فلتر:ظل لوغان على موقع IMDb (الإنجليزية)